# Comune di Neringa
Il comune di Neringa è uno dei 60 comuni della Lituania, situato nella regione della Lituania minore.
Il territorio del Comune coincide con la parte lituana della Penisola di Neringa.

## Amministrazione

### Gemellaggi
- Fehmarn